# Куп Мађарске у фудбалу 1941/42.
Куп Мађарске у фудбалу 1941/42. (мађ. 1941–1942-es magyar labdarúgókupa) је било 19. издање серије, на којој је екипа ФК Ференцвароша тријумфовала по 7. пут. 

## Четвртфинале
| 1. екипа       | Резултат | 2. екипа        |
| -------------- | -------- | --------------- |
| ФК Диошђер ВТК | 5 : 3    | ФК Коложвар     |
| ФК Ференцварош | 6 : 2    | ФК Гама         |
| ФК Ујпешт      | 3 : 2    | Електромош МТЕ  |
| ФК Шалготарјан | 1 : 1    | ФК Векерлетелеп |

- По тадашњим правилима ако је резултат нерешен, екипа из вишег ранга такмичења се квалификовала за даљње ткмичење.

## Полуфинале
| 1. екипа       | Резултат | 2. екипа       |
| -------------- | -------- | -------------- |
| ФК Диошђер ВТК | 6 : 3    | ФК Ујпешт      |
| ФК Ференцварош | 2 : 1    | ФК Шалготарјан |

## Финале
| ФК Ференцварош                                                                           | 6 : 2    | Диошђер МАВАГ СК                        |
| ---------------------------------------------------------------------------------------- | -------- | --------------------------------------- |
| Иштван Кисели 5’ · Ласло Јакаб 8’, 81’ · Еде Лукач 65’ · Ђула Киш 75’ · Јаниш Фиштеш 84’ | Извештај | Иштван Турбеки 51’ · Золтан Фазекаш 60’ |